# Val Kilmer
Val Edward Kilmer (ur. 31 grudnia 1959 w Los Angeles, zm. 1 kwietnia 2025 tamże) – amerykański aktor i producent filmowy, który zyskał sławę jako czołowa postać w filmach różnych gatunków, w tym filmach akcji, dramatach, dramatach historycznych, dramatach kryminalnych, filmach naukowofantastycznych, filmach fantasy, komediach, i westernach. Filmy, w których wystąpił Kilmer, zarobiły na całym świecie ponad 3,8 miliarda dolarów.

## Wczesne lata
Urodził się w Los Angeles w Kalifornii jako drugi z trzech synów Gladys Videlli Swanette Kilmer Leach (z domu Ekstadt; 1928–2019) i Eugene’a Dorrisa Kilmera (1921–1993). Jego matka była pochodzenia szwedzkiego, a ojciec, dystrybutor aerokosmicznego sprzętu i posiadacz nieruchomości, miał korzenie niemieckie, angielskie, walijskie, szkockie, irlandzkie, francuskie i czerokeskie. Jego dziadek był górnikiem złota w Nowym Meksyku, niedaleko granicy z Arizoną. Miał dwóch braci – starszego Marka i młodszego Wesleya (ur. 1961), który miał epilepsję i w 1977 utonął w jacuzzi w wieku 16 lat.
Jego rodzice rozwiedli się w 1968, gdy miał 8 lat. W 1970 jego matka ponownie wyszła za mąż za Williama Bernarda Leacha. Kilmer wychował się w wierzeniach Stowarzyszenia Chrześcijańskiej Nauki, których przestrzegał przez większość swojego życia. 
Dorastał w San Fernando Valley. Po raz pierwszy zainteresował się aktorstwem w szkole średniej. W 1977 ukończył Chatsworth High School w Chatsworth, podmiejskiej dzielnicy Los Angeles, w Kalifornii, gdzie w tym samym czasie uczęszczał Kevin Spacey. Jego dziewczyną ze szkoły średniej była Mare Winningham. Uczęszczał do Hollywood Professional School. Mając 17 lat wstąpił do Juilliard School w Nowym Jorku i był wówczas najmłodszą osobą przyjętą na Wydział Teatralny.

## Kariera teatralna
„Wolę pracować w teatrze niż w filmie. Teatr pozwala na prowadzenie normalnego życia, film skazuje na życie tułacze, ciągłe przemieszczanie się z miejsca na miejsce, by nakręcić kilkanaście sekund. Najbardziej jednak lubię swoją farmę, gdzie stoi solidny dom z cegły, gdzie są moje psy i bawoły i gdzie mogę pracować nad własnymi scenariuszami.”

Na trzecim roku studiów w Juilliard School napisał sztukę Jak to wszystko się zaczęło (How It All Began), opartą na prawdziwej historii terrorysty z Niemiec Zachodnich Michaela „Bommiego” Baumanna, członka Ruchu 2 Czerwca, jednej z najbardziej spektakularnych organizacji partyzantki miejskiej w Berlinie Zachodnim. Reżyser i producent z nowojorskiego Public Theatre Joseph Papp Public Theater - Susan Stein Shiva Theater pod wrażeniem jego młodzieńczej siły ściągnął spektakl do swojego teatru, gdzie w 1981 Kilmer zadebiutował w roli Michaela „Bommiego” Baumanna u boku Lindy Kozlowski. Grał w produkcji off-broadwayowskiej Henryk IV, część 1 (1981) w roli sługi Hotspura, zanim trafił na Broadway w sztuce The Slab Boys (1983) jako Alan Downie z udziałem Kevina Bacona, Seana Penna i Jackiego Earle’a Haleya. W 1988 na Festiwalu Szekspirowskim w Kolorado zagrał tytułowego duńskiego księcia w Hamlecie Williama Szekspira.
W 1992 powrócił na off-Broadway w roli Giovanniego w tragedii Johna Forda Szkoda, że jest dziwką z Jeanne Tripplehorn. W 2004 na hollywoodzkiej scenie Kodak Theatre wcielił się w biblijną postać Mojżesza w musicalu Patricka Leonarda Dziesięć przykazań (The Ten Commandments). W 2005 wystąpił na West Endzie w roli Franka w przedstawieniu Jamesa Mallahana Caina Listonosz zawsze dzwoni dwa razy. W 2012 na scenie The Masonic Lodge w Los Angeles zagrał postać Marka Twaina w spektaklu Obywatel Twain.

## Kariera ekranowa
Mając 24 lata zadebiutował na ekranie. Główną rolę Nicka Riversa, gwiazdora rocka wplątanego w szpiegowską aferę z siejącym postrach wywiadem NRD w sensacyjnej komedii romantycznej Ściśle tajne (Top Secret!, 1984) u boku Omara Sharifa powierzyli jemu trzej reżyserzy: Jim Abrahams, David Zucker i Jerry Zucker. W jednym odcinku serialu American Broadcasting Company Specjalne zajęcia po szkole (ABC Afterschool Specials, 1985) – pt. „O jeden za dużo” („One Too Many”) w reżyserii Petera Hortona z Michelle Pfeiffer pojawił się jako licealista Eric, który prowadzi samochód po pijanemu, co powoduje tragiczne skutki. Był pierwszym wyborem do roli dziedzica Atrydów Paula Atrydy w przygodowym filmie fantastycznonaukowym Davida Lyncha Diuna (1984), dopóki Kyle MacLachlan nie przeszedł testów ekranowych. W niezależnej fantastycznonaukowej komedii romantycznej dla młodzieży Marthy Coolidge Prawdziwy geniusz (Real Genius, 1985) zagrał postać Chrisa Knighta, młodego zdolnego naukowca usiłującego nie dopuścić do wykorzystania swojej pracy przez CIA. 
Odrzucił rolę w Blue Velvet Davida Lyncha (1986), zanim został obsadzony w roli pilota kapitana marynarki United States Navy Toma „Icemana” Kazansky’ego w kasowym filmie akcji Tony’ego Scotta Top Gun (1986) u boku Toma Cruise’a. W telewizyjnym biograficznym dramacie HBO Człowiek, który zerwał 1000 łańcuchów (The Man Who Broke 1,000 Chains, 1987) zagrał rolę weterana II wojny światowej, uciekiniera z więzienia w Georgii, który rozpoczyna nowe życie z nową tożsamością w Chicago, za którą był nominowany do nagrody CableACE. W przygodowym filmie fantasy Rona Howarda Willow (1988) wcielił się w postać odważnego rycerza i awanturnika, zdolnego jednak do pomocy i romantycznych uniesień.
Odrzucił oferty udziału w filmach kasowych, w tym Dirty Dancing (1987), Linia życia (1990), Kapitan Ameryka (1990), Ognisty podmuch (1991), Na fali (1991), Sliver (1993), Na linii ognia (1993),  Niemoralna propozycja (1993), Karmazynowy przypływ (1995), Johnny Mnemonic (1995), Batman i Robin (1997), Informator (1999), Włamanie na śniadanie (2001), Austin Powers i Złoty Członek (2002) i Zakładnik (2004).
Został zaangażowany do roli legendarnego rewolwerowca w telewizyjnym westernie Billy the Kid (1989). W dreszczowcu kryminalnym Zabij mnie jeszcze raz (Kill Me Again, 1989) zagrał prywatnego detektywa wplątanego w sfingowanie śmierci swojej klientki. Został wybrany przez Olivera Stone’a spośród dwustu aktorów do roli Jima Morrisona, jednej z ikon rocka, lidera i wokalisty tytułowej grupy w biograficznym dramacie The Doors (1991), za którą otrzymał nominację do nagrody MTV Movie Award. W 1992 krytyk filmowy Roger Ebert zauważył: „jeśli istnieje nagroda dla najbardziej niedocenionej czołowej postaci swojego pokolenia, Kilmer powinien ją otrzymać”.
W filmie sensacyjnym Tony’ego Scotta na podstawie scenariusza Quentina Tarantino Prawdziwy romans (True Romance, 1993) pojawił się jako duch Elvisa-swego rodzaju mentor głównego bohatera. W nakręconym z rozmachem westernie Tombstone (1993) z Kurtem Russellem i Michaelem Biehnem wystąpił w roli umierającego na gruźlicę rewolwerowca Doca Hollidaya.
Popularność i nominację do nagrody MTV Movie Awards przyniosła mu komiksowa postać człowieka-nietoperza/Bruce’a Wayne’a w filmie Batman Forever (1995) oraz drugoplanowa rola zawodowego złodzieja w dramacie kryminalnym Michaela Manna Gorączka (Heat, 1995) z Robertem De Niro i Alem Pacino. Za kolejne role – zrelaksowanego pomocnika tytułowego doktora w remake’u horroru Wyspa doktora Moreau (The Island of Dr. Moreau, 1996) z Marlonem Brando, irlandzkiego inżyniera w przygodowym filmie sensacyjnym Duch i Mrok (The Ghost and the Darkness, 1996) z Michaelem Douglasem, Simona Templara w sensacyjnym Phillipa Noyce Święty (The Saint, 1997) i Filipa II, ojca Aleksandra w sensacyjno-przygodowym dramacie historycznym Olivera Stone’a Aleksander (Alexander, 2004) – nie uzyskał pozytywnych opinii w oczach krytyków i trzykrotnie był nominowany do nagrody Złotej Maliny dla najgorszego aktora. Kreacja uzależnionego od narkotyków wdowca w Jezioro Salton (The Salton Sea, 2002) została uhonorowana nagrodą Prism, a za postać pozbawionego skrupułów Perry’ego van Shrike, prywatnego detektywa i geja w komedii Kiss Kiss Bang Bang (2005) odebrał w Los Angeles nagrodę Satelita.
Zajmował się także dubbingiem. Użyczył swojego głosu Mojżeszowi w biblijnym filmie animowanym Książę Egiptu (The Prince of Egypt, 1998). W nowej wersji serialu Nieustraszony (Knight Rider, 2008) przemawiał głosem KITTa.
Był na okładkach magazynów takich jak „Ekran” (23 czerwca 1988), „Entertainment Weekly” (1 marca 1991), „Interview” (listopad 1990), „Details” (czerwiec 1995), „Juice” (sierpień 1995), „Film” (czerwiec 1997), „People” (6 września 2021) i „Vogue” (wrzesień 2022).

## Życie prywatne
W 1987 związał się z aktorką Joanne Whalley, zagrali razem w filmach: Willow (1988) i Zabij mnie jeszcze raz (Kill Me Again, 1989). Wzięli ślub 28 lutego 1988. Mieli córkę Mercedes (ur. 29 października 1991) i syna Jacka (ur. 6 czerwca 1995). Rozwiedli się 1 lutego 1996.
Spotykał się z Cher (1982), Ellen Barkin (1984), Michelle Pfeiffer (1989), Emily Lloyd (1996), Cindy Crawford (1996), Elisabeth Shue (1996), Daryl Hannah (2001–2002), Neve Campbell (2002–2003), Bridgettą Tomarchio (2003), Angeliną Jolie (2003), Paris Hilton (2005), Winoną Ryder (2005) i Izabellą Miko (2009–2012).

### Śmierć
W 2017 ujawnił, że w 2014 zdiagnozowano u niego nowotwór gardła. Od tego czasu żył z tracheotomią.
Zmarł 1 kwietnia 2025 na zapalenie płuc w wieku 65 lat.

## Filmografia

### Filmy
| Rok  | Tytuł                                                                      | Rola                                | Reżyser                                  |
| ---- | -------------------------------------------------------------------------- | ----------------------------------- | ---------------------------------------- |
| 1984 | Ściśle tajne (Top Secret!)                                                 | Nick Rivers                         | Jim Abrahams David Zucker Jerry Zucker   |
| 1985 | Prawdziwy geniusz (Real Genius)                                            | Chris Knight                        | Martha Coolidge                          |
| 1986 | Top Gun                                                                    | Tom Kazansky, „Iceman”              | Tony Scott                               |
| 1986 | Zabójstwa przy Rue Morgue (The Murders in the Rue Morgue, TV)              | Philippe Huron                      | Jeannot Szwarc                           |
| 1987 | Człowiek, który zerwał 1000 łańcuchów (The Man Who Broke 1,000 Chains, TV) | Robert Eliot Burns / Elliot Roberts | Daniel Mann                              |
| 1988 | Willow                                                                     | Madmartigan                         | Ron Howard                               |
| 1989 | Zabij mnie jeszcze raz (Kill Me Again)                                     | Jack Andrews                        | John Dahl                                |
| 1989 | Billy the Kid (TV)                                                         | William Bonney                      | William A. Graham                        |
| 1991 | The Doors                                                                  | Jim Morrison                        | Oliver Stone                             |
| 1992 | Na rozkaz serca (Thunderheart)                                             | Ray Levoi                           | Michael Apted                            |
| 1993 | Tombstone                                                                  | Doc Holliday                        | George Pan Cosmatos                      |
| 1993 | Niesamowita McCoy (The Real McCoy)                                         | J.T. Barker                         | Russell Mulcahy                          |
| 1993 | Prawdziwy romans (True Romance)                                            | Mentor (Elvis)                      | Tony Scott                               |
| 1995 | Skrzydła odwagi (Wings of Courage)                                         | Jean Mermoz                         | Jean-Jacques Annaud                      |
| 1995 | Batman Forever                                                             | Bruce Wayne / Batman                | Joel Schumacher                          |
| 1995 | Gorączka (Heat)                                                            | Chris Shiherlis                     | Michael Mann                             |
| 1996 | Wyspa doktora Moreau (The Island of Dr. Moreau)                            | Montgomery                          | John Frankenheimer                       |
| 1996 | Martwa dziewczyna (Dead Girl)                                              | dr Dark                             | Adam Coleman Howard                      |
| 1996 | Duch i Mrok (The Ghost and the Darkness)                                   | pułkownik John Henry Patterson      | Stephen Hopkins                          |
| 1997 | Święty (The Saint)                                                         | Simon Templar                       | Phillip Noyce                            |
| 1998 | Książę Egiptu (The Prince of Egypt)                                        | Mojżesz / Bóg (głos)                | Brenda Chapman Steve Hickner Simon Wells |
| 1999 | Dotyk miłości (At First Sight)                                             | Virgil Adamson                      | Irwin Winkler                            |
| 1999 | Król Joe (Joe the King)                                                    | Bob Henry                           | Frank Whaley                             |
| 2000 | Pollock                                                                    | Willem de Kooning                   | Ed Harris                                |
| 2000 | Czerwona Planeta (Red Planet)                                              | Robby Gallagher                     | Antony Hoffman                           |
| 2002 | Brudna forsa (Hard Cash/Run for the Money)                                 | agent FBI Mark C. Cornell           | Predrag Antonijević                      |
| 2002 | Jezioro Salton (The Salton Sea)                                            | Danny Flynne / Tom Van Allen        | D.J. Caruso                              |
| 2003 | Jeźdźcy Apokalipsy (Masked and Anonymous)                                  | treser zwierząt                     | Larry Charles                            |
| 2003 | Wonderland                                                                 | John Holmes                         | James Cox                                |
| 2003 | Ukryta tożsamość (Blind Horizon)                                           | Frank Kavanaugh                     | Michael Haussman                         |
| 2003 | Zaginione (The Missing)                                                    | porucznik Jim Ducharme              | Ron Howard                               |
| 2004 | Niełatwa miłość (Stateside)                                                | sierżant sztabowy Skeer             | Reverge Anselmo                          |
| 2004 | Spartan                                                                    | sierżant John / Robert Scott        | David Mamet                              |
| 2004 | Łowcy umysłów (Mindhunters)                                                | agent FBI Jake Harris               | Renny Harlin                             |
| 2004 | Aleksander (Alexander)                                                     | Filip II Macedoński                 | Oliver Stone                             |
| 2005 | Kiss Kiss Bang Bang                                                        | Gay Perry                           | Shane Black                              |
| 2006 | Za cenę życia (10th & Wolf)                                                | Murtha                              | Robert Moresco                           |
| 2006 | Wrobiony (Played)                                                          | Dillon                              | Sean Stanek                              |
| 2006 | Zero moskiewskie (Moscow Zero)                                             | Andriej                             | María Lidón                              |
| 2006 | Letnia miłość (Summer love)                                                | poszukiwany                         | Piotr Uklański                           |
| 2006 | Deja Vu                                                                    | agent Paul Pryzwarra                | Tony Scott                               |
| 2006 | Dziesięć przykazań (The Ten Commandments: The Musical)                     | Mojżesz                             | Robert Iscove                            |
| 2007 | Have Dreams, Will Travel                                                   | Henderson                           | Brad Isaacs                              |
| 2008 | Spisek w New Hope (The Conspiracy)                                         | William „Spooky” MacPherson         | Adam Marcus                              |
| 2008 | Delgo                                                                      | Bogardus (głos)                     | Marc F. Adler Jason Maurer               |
| 2008 | Fatalny skok (Columbus Day)                                                | John Cologne                        | Charles Burmeister                       |
| 2008 | Skazaniec (Felon)                                                          | John Smith                          | Ric Roman Waugh                          |
| 2008 | Guru miłości (The Love Guru)                                               | w roli samego siebie                | Marco Schnabel                           |
| 2008 | 2:22                                                                       | Maz                                 | Phillip Guzman                           |
| 2009 | Eksperyment w łaźni (The Steam Experiment)                                 | James Pettis                        | Philippe Martinez                        |
| 2009 | Streets of Blood (Ulice we krwi, wideo)                                    | detektyw Andy Devereaux             | Charles Winkler                          |
| 2009 | Amerykański pierwiosnek (American Cowslip)                                 | szeryf Todd Inglebrink              | Mark David                               |
| 2009 | Śmiertelna odwilż (The Thaw)                                               | dr Kruipen, przywódca wyprawy       | Mark A. Lewis                            |
| 2009 | Zły porucznik (Bad Lieutenant: Port of Call New Orleans)                   | detektyw Stevie Pruit               | Werner Herzog                            |
| 2009 | Cabeça a Prêmio                                                            | poszukiwany                         | Marco Ricca                              |
| 2009 | Pod obserwacją (Hardwired)                                                 | Virgil Kirkhill                     | Ernie Barbarash                          |
| 2009 | Fałszywa tożsamość (Double Identity)                                       | dr Nicholas Pinter / John Charter   | Dennis Dimster                           |
| 2010 | Bloodworth                                                                 | Warren Bloodworth                   | Shane Dax Taylor                         |
| 2010 | The Traveler                                                               | Pan Nikt / włóczęga                 | Michael Oblowitz                         |
| 2010 | MacGruber                                                                  | Dieter Von Cunth                    | Jorma Taccone                            |
| 2010 | Gun (Spluwa)                                                               | Angel                               | Jessy Terrero                            |
| 2011 | Blood Out                                                                  | Arturo                              | Jason Hewitt                             |
| 2011 | Zabić Irlandczyka (Kill the Irishman)                                      | detektyw Joe Manditski / narrator   | Jonathan Hensleigh                       |
| 2011 | 5 dni wojny (5 Days of War)                                                | „Holender”, dziennikarz             | Renny Harlin                             |
| 2011 | Twixt                                                                      | Hall Baltimore                      | Francis Ford Coppola                     |
| 2012 | Minus siedem (Seven Below)                                                 | Bill McCormick                      | Kevin Carraway                           |
| 2012 | Wyatt Earp: Zemsta (Wyatt Earp’s Revenge, wideo)                           | Wyatt Earp                          | Michael Feifer                           |
| 2012 | Deep in the Heart                                                          | brodaty mężczyzna                   | Christopher Cain                         |
| 2012 | Czwarty wymiar (The Fourth Dimension)                                      | w roli samego siebie                | Harmony Korine                           |
| 2012 | Bez tchu (Breathless)                                                      | Dale                                | Jesse Baget                              |
| 2013 | Samoloty (Planes)                                                          | Bravo (głos)                        | Klay Hall                                |
| 2013 | Lato przyjaźni (Standing Up)                                               | szeryf Hofstadder                   | D.J. Caruso                              |
| 2013 | Palo Alto                                                                  | Stewart                             | Gia Coppola                              |
| 2013 | Riddle                                                                     | szeryf Richards                     | John O. Hartman, Nicholas Mross          |
| 2014 | Tom Sawyer i Huckleberry Finn (Tom Sawyer & Huckleberry Finn)              | Mark Twain                          | Jo Kastner                               |
| 2017 | Song to Song                                                               | Duane                               | Terrence Malick                          |
| 2017 | Pierwszy śnieg (The Snowman)                                               | Gert Rafto                          | Tomas Alfredson                          |
| 2017 | Dozorca (The Super)                                                        | Walter                              | Stephan Rick                             |
| 2019 | Obywatel Twain (Cinema Twain)                                              | Mark Twain                          | Val Kilmer                               |
| 2019 | Jay i Cichy Bob powracają (Jay and Silent Bob Reboot)                      | Reboot Bluntman                     | Kevin Smith                              |
| 2019 | 1st Born                                                                   | Biden                               | Ali Atshani                              |
| 2020 | Zemsta żołnierza (Soldier’s Heart)                                         | CJ Connor                           | Michael Feifer                           |
| 2020 | Brudna kasa (Paydirt)                                                      | szeryf Tucker                       | Christian Sesma                          |
| 2021 | The Birthday Cake                                                          | wujek Angelo                        | Jimmy Giannopoulos                       |
| 2021 | Val (dokumentalny)                                                         | w roli samego siebie                | Leo Scott, Ting Poo                      |
| 2022 | Top Gun: Maverick                                                          | admirał Tom Kazansky, „Iceman”      | Joseph Kosinski                          |

### Seriale
- 2000: Saturday Night Live
- 2004: Ekipa (Entourage) jako Sherpa
- 2007: Wzór (NUMB3RS) jako Mason Lancer
- 2008–2009: Nieustraszony jako KITT (głos)
- 2014: Świry (Psych) jako detektyw Dobson

## Publikacje
- Val Kilmer: I’m Your Huckleberry: A Memoir. Simon & Schuster, 2020, s. 320. ISBN 978-1982144890.